# Championnat de France Pro A de tennis de table 2007-2008
Navigation
Pro A 2006-2007 Pro A 2008-2009
| \| Levallois SC TT Angers SAG Cestas TT Hennebont Pontoise La Romagne Istres Sports Caen TTC SMEC Metz US Yport US Kremlin Bicêtre Beauchamp Saint-Berthevin Mondeville Reims Marmande Lys Lez Lannoy CP Évreux Gd-Quevilly Montpellier \| Localisation des clubs engagés dans le championnat. |
| Levallois SC TT Angers SAG Cestas TT Hennebont Pontoise La Romagne Istres Sports Caen TTC SMEC Metz US Yport US Kremlin Bicêtre Beauchamp Saint-Berthevin Mondeville Reims Marmande Lys Lez Lannoy CP Évreux Gd-Quevilly Montpellier                                                           |

Cette saison a vu la Vaillante Angers remporter le premier titre majeur de son histoire en battant le SC Fenerbahçe en finale de l'ETTU Cup.
Sur la scène nationale, les championnats ont été remportés par deux géants du tennis de table français, Levallois chez les hommes (7 ans après son dernier sacre) et Montpellier chez les femmes, 4 ans après son dernier sacre et qui prend aussi sa revanche sur la saison dernière qui avait vu l'ALCL Grand-Quevilly coiffer les héraultaises sur le poteau en s'imposant à la dernière journée du championnat et aux rencontres particulières entre les deux équipes.

## Championnat masculin
Cette saison voit le retour de Levallois sur la plus haute marche du podium du championnat de France,, 7 ans après la fin d'un long règne incontestable en Superdivision. Metz et Yport descendent en Pro B tandis que Argentan Bayard et Saint-Denis font le chemin inverse.

### Classement Général
| Rang | Équipe               | Pts | J  | V  | N | D  | F | Pp | Pc | Diff |
| ---- | -------------------- | --- | -- | -- | - | -- | - | -- | -- | ---- |
| 1    | Levallois SC         | 48  | 18 | 14 | 2 | 2  | 0 | 64 | 29 | +35  |
| 2    | Angers Vaillante TT  | 46  | 18 | 14 | 0 | 4  | 0 | 60 | 30 | +30  |
| 3    | SAG Cestas           | 43  | 18 | 10 | 5 | 3  | 0 | 58 | 39 | +19  |
| 4    | GV Hennebont         | 41  | 18 | 9  | 5 | 4  | 0 | 61 | 46 | +15  |
| 5    | AS Pontoise-Cergy TT | 35  | 18 | 7  | 3 | 8  | 0 | 41 | 47 | -6   |
| 6    | SS La Romagne        | 34  | 18 | 7  | 2 | 9  | 0 | 46 | 50 | -4   |
| 7    | Caen TTC             | 31  | 18 | 4  | 5 | 9  | 0 | 44 | 57 | -13  |
| -    | Istres TT            | 31  | 18 | 4  | 5 | 9  | 0 | 38 | 57 | -19  |
| 9    | SMEC Metz            | 27  | 18 | 2  | 5 | 11 | 0 | 39 | 61 | -22  |
| 10   | US Yport             | 24  | 18 | 0  | 6 | 12 | 0 | 32 | 66 | -34  |

## Championnat féminin
Montpellier est, cette fois-ci, champion de France pour la 12e fois de son histoire. Saint-Berthevin et Mondeville complètent le podium. En bas de tableau, Reims retourne en Pro B en compagnie de Marmande, repêché cette saison en raison du non-engagement de Souché-Niort, champion de Pro B l'année dernière a qui il manquait une 4e joueuses du top 100 national.
| Rang | Équipe                           | Pts | J  | V  | N | D  | F | Pp | Pc | Diff |
| ---- | -------------------------------- | --- | -- | -- | - | -- | - | -- | -- | ---- |
| 1    | Montpellier TT                   | 51  | 18 | 16 | 1 | 1  | 0 | 69 | 25 | +44  |
| 2    | US Saint Berthevin/Saint Loup TT | 46  | 18 | 13 | 2 | 3  | 0 | 62 | 32 | +30  |
| 3    | USO Mondeville                   | 44  | 18 | 11 | 4 | 3  | 0 | 59 | 37 | +22  |
| 4    | US Kremlin-Bicêtre               | 37  | 18 | 7  | 5 | 6  | 0 | 52 | 47 | +5   |
| 5    | ALCL Grand-Quevilly              | 36  | 18 | 7  | 4 | 7  | 0 | 48 | 50 | -2   |
| 6    | Évreux ÉC                        | 34  | 18 | 6  | 4 | 8  | 0 | 47 | 50 | -3   |
| 7    | Beauchamp CTT                    | 33  | 18 | 4  | 7 | 7  | 0 | 49 | 57 | -8   |
| -    | CP Lys-lez-Lannoy                | 30  | 18 | 5  | 2 | 11 | 0 | 39 | 59 | -20  |
| 9    | Olympique de Reims               | 25  | 18 | 2  | 3 | 13 | 0 | 28 | 64 | -36  |
| 10   | Raquette Marmandaise             | 24  | 18 | 0  | 6 | 12 | 0 | 34 | 66 | -32  |

## Sources
- Résultats complets Hommes uniquement
- Classement 2008 Dames publié sur le site internet de Marmande